# Liste der deutschen Botschafter in Uruguay
Diese Liste der deutschen Botschafter in Uruguay verzeichnet die  Gesandten und Botschafter des  Norddeutschen Bundes, des  Deutschen Reiches und der Bundesrepublik Deutschland in Uruguay.

## Gesandte
| Name                                         | Bild               | Amtszeit           |                    |
| Norddeutscher Bund                           | Norddeutscher Bund | Norddeutscher Bund | Norddeutscher Bund |
| -------------------------------------------- | ------------------ | ------------------ | ------------------ |
| Friedrich von Gülich                         |                    | 1867–1869          |                    |
| / Deutsches Reich                            |                    |                    |                    |
| 1869 bis 1908: Resident in Buenos Aires      |                    |                    |                    |
| Armin Schäffer                               |                    | 1908–1912          |                    |
| Ferdinand Carl Constantin von Nordenflycht   |                    | 1912–1917          |                    |
| 1917 bis 1921: Unterbrechung der Beziehungen |                    |                    |                    |
| 1921 bis 1922: Resident in Asunción          |                    |                    |                    |
| Ludwig Graf von Spee                         |                    | 1922–1923          |                    |
| Arthur Schmidt-Elskop                        |                    | 1923–1933          |                    |
| Hans Ludwig Moraht                           |                    | 1933–1937          |                    |
| Georg Martius                                |                    | 1937–1937          |                    |
| Otto Langmann                                |                    | 1937–1942          |                    |
| 1942 bis 1951: Unterbrechung der Beziehungen |                    |                    |                    |

## Botschafter
| Name                        | Bild           | Amtszeit       |                |
| BR Deutschland              | BR Deutschland | BR Deutschland | BR Deutschland |
| --------------------------- | -------------- | -------------- | -------------- |
| Werner Schwarz              |                | 1951–1956      |                |
| Georg Rosen                 |                | 1956–1960      |                |
| Otto Eberl                  |                | 1960–1964      |                |
| Eckard Briest               |                | 1964–1970      |                |
| Kurt Luedde-Neurath         |                | 1970–1973      |                |
| Horst Gellbach              |                | 1973–1979      |                |
| Johannes Marré              |                | 1979–1986      |                |
| Horst Schirmer              |                | 1986–1990      |                |
| Ludger Buerstedde           |                | 1990–1997      |                |
| Horst Heubaum               |                | 1998–2001      |                |
| Jürgen Krieghoff            |                | 2001–2004      |                |
| Volker Anding               |                | 2004–2007      |                |
| Bernhard Graf von Waldersee |                | 2007–2009      |                |
| Karl-Otto König             |                | 2009–2012      |                |
| Heinz Peters                |                | 2012–2016      |                |
| Ingo von Voß                |                | 2016–2020      |                |
| Eugen Wollfarth             |                | 2020–2024      |                |
| Stefan Duppel               |                | 2024–          |                |

## Weblink
- Webseite der Deutschen Botschaft in Monteviedeo. Abgerufen am 3. Mai 2020.